# K1 (carro de combate)
El K1/K1-88 es un carro de combate principal de diseño y construcción surcoreana, en servicio con las fuerzas militares de Corea del Sur, desarrollado por Hyundai Precision (que luego se tranformaría en Hyundai Rotem). El carro en cuestión comparte varios aspectos de diseño del vehículo diseñado para la competición del ejército de los Estados Unidos por General Dynamics, el XM1 Abrams, con algunas diferencias notables respecto al M1 de serie que incluyen un tipo de suspensión hidroneumática combinada junto a una tradicional de barras de torsión, y un sistema de vadeo para alcanzar los estándares de capacidad de maniobra, que es específico para las operaciones de combate en los terrenos montañosos y pantanosos de la península de Corea. El K1A1, una actualización ulterior; entró al servicio en 1999, las mejoras incluían un cañón de 120mm de ánima lisa, y equipado con la más moderna electrónica, nuevas computadoras balísticas, y sistemas de control de fuego (FCS) desarrollados por Samsung Electronics. Hyundai Rotem produjo 1511 K1 y K1A1 entre los años 1985 al 2010.

## Historia
En los años 70, la República de Corea necesitaba de manera urgente y acuciosa de carros de combate más sofisticados y modernos. Pero los M4A3E8 o "Easy Eight", una variante de los Sherman remanentes de la Segunda Guerra Mundial, habían sido retirados del servicio en el ejército surcoreano, y ahora su espina dorsal en cuanto a blindados pesados se refiere eran docenas de M47 y M48. Mientras esto sucedía, las tropas norcoreanas contaban con una gran ventaja de esta clase de material tanto numérica como tecnológica sobre sus rivales surcoreanos con sus blindados siento los reputados carros soviéticos del modelo T-62, aparte de otros devenientes de los excedentes de guerra soviéticos de la Segunda Guerra Mundial.
Como un intento de procurarse un material de buena factura, negocian una partida de carros de combate del modelo M60A1, pero fallan en su cometido. Al verse en esta situación, donde los M60A1 no pudieron ser adquiridos, los estadounidenses como apoyo a su aliado, les proponen para brindarle una ventaja muy limitada sobre los blindados del norte otra alternativa. Un cierto número de carros del modelo M48 Patton se actualiza a los estándares M48A3 y A5, así como se obtiene la licencia de producción local de los carros de combate alemanes Leopard 1. Solamente las actualizaciones de los Patton se llevaron a cabo, siendo sus resultantes los carros M48A3K y M48A5K, y siendo la producción de los Leopard 1 puesta en marcha atrás, ya que anteriormente se estaba en el diseño y prueba de una nueva generación de blindados entre Estados Unidos y Alemania, siendo su resultado el frustrado MBT-70, cuyos avances fueron los que derivaron en los carros del tipo M1 Abrams y el Leopard 2.
A la luz de estos hechos, el gobierno anticomunista de Park Chung-hee anuncia sus planes de producir domésticamente un carro de combate equiparable a las nuevas generaciones de blindados en producción. Así, sin ninguna experiencia en el diseño o en su construcción, salvo de maquinaria de construcción; esta tarea fue asignada la industria local surcoreana, siendo imposible para esta cumplir con este cometido. Dado este inconveniente, se evaluaron diseños foráneos, bajo la condición de que el modelo será licenciado para su producción local. El diseño ganador estaba basado en el prototipo XM1, el antecesor del M1 Abrams, diseñado por Chrysler Defense, que sería vendida a General Dynamics y renombrada General Dynamics Land Systems. Después de la elección, los oficiales del alto mando surcoreano dejaron en manos de General Dynamics Land Systems para la supervisión del diseño, que tuvo el nombre clave de XK1.
El desarrollo del carro en sí se completó en 1983, siendo entregado un prototipo funcional al ejército surcoreano el mismo año. Como se mencionó anteriormente, el motor AVCR-1790 usado en los prototipos de diseño se reeplazó por el MTU MB Ka-501 antes de entrar a la fase de producción en serie, siendo visibles en el K1 en el diseño del soporte del motor y de los raíles de los exhostos pareciéndose a los del Leopard 2.
Hyundai Precision, conocida ahora como Hyundai Rotem, tomó la responsabilidad de la fabricación de los carros de combate, iniciándose en 1985, con su puesta en servicio hasta el año de 1987. El vehículo, en este entonces, no se reveló al público sino hasta 1987 sólo con propósitos de seguridad. Periodistas extranjeros fueron invitados a la ceremonia de exhibición pública, y a ejercicios de entrenamiento y despliegue masivos en donde los nuevos carros de combate tomaron parte durante el evento para fines publicitarios frente a su rival ideológico del norte.

## Características Básicas
Siendo un diseño basado en el prototipo XM1, el XK1 comparte diferentes similitudes con el anterior pero sobre todo y luego de una inspección de cerca, muy numerosas diferencias pueden encontrarse, entre ellas se destacan el peso de combate y total (55 toneladas en el XM1 frente a las 51 toneladas del XK1), altura (2.37 m contra 2.25 m), motores (Turbina de 1500 HP de la Honeywell del modelo AGT1500C frente al motor diésel de 1200 caballos (895 kW) de Teledyne Continental AVCR-1790 del XK1, usado también en el Merkava 3, posteriormente para el XK1,se le adapta un motor de diseño alemán de la referencia MTU MB Ka-501, una versión compacta de 1500 de la referencia MB-873 Ka-503 usada en el Leopard 2), transmisión (Una Allison DDA X-1100-3B para el XM1 frente a la ZF Friedrichshafen LSG 3000 del XK1), y otras muchas partes de los carros en cuestión.
El XK1 retuvo del XM1 el cañón M68E1 de calibre 105 mm de tipo estriado, pudiéndose reemplazar de ser necesario por uno de producción bajo licencia designado localmente KM68, y este usa un sistema de control de fuego diseñado por la Hughes Aircraft Company, que básicamente lo compone un elemento del tipo Buscador/Marcador Láser. Una de las mayores diferencias es la adición de visores independientes para la tripulación del XK1, de los que no se dispone en el XM1, dándole al XK1 la capacidad de operar el sistema FCS de manera más efectiva, proporcionándole una habilidad excepcional en el modo táctico de tiro dispara y olvida y en el marcaje y destrucción de blancos, cosa que no se vio en el XM1 hasta la introducción de su variante de producción avanzada; el M1A2. Pero por otra parte las miras panorámicas del comandante del carro se suprimen y para compensar esta deficiencia, se ha equipado un amplificador luminoso y/o sistema de miras termóptico, que le suple al comandante de miras de visión nocturna sin tener que usar uno de estos de manera externa, con lo que el sistema de miras del artillero se equipa con un equipo similar de observación, lo que se tradujo en que el XK1 tuviese unos sistemas ópticos superiores a cualquier carro en producción a la fecha hasta la llegada del M1A2.
Los prototipos y carros de producción derivados del XK1 están equipados con un sistema de suspensión híbrida que consta de uno de construcción hidroneumática en las ruedas 1, 2 y 6, mientras que en las 3, 4 y 5 se han equipado con barras de torsión, una característica no presente y poco común de los MBT's, en especial del XM1, garantizándole al XK1 una espectacular estabilidad y superior habilidad para mantener, elevar y/o deprimir el cañón tanto como lo requiera el tanquista en comparación a los carros equipados solamente con barras de torsión (+20/-9.7 grados de elevación/depresión del XK1 frente a los +10/-5 del XM1).
Después de la producción de al menos 450 K1, Las miras del artillero (GPS, por sus siglas en inglés) diseñadas por el fabricante Hughes fueron reemplazadas por el sistema de miras térmicas del carro (GPTTS, por sus siglas en inglés) de la firma Texas Instruments. El nuevo sistema reemplaza a los equipos del marcador de blancos láser usados en el sistema de Hughes por uno basado en un láser de principio activo de Dióxido de Carbono, más seguro de usar para los ojos del carrista, y mucho más efectivo en condiciones climáticas desfavorables.
La composición exacta de su blindaje es guardada como secreto de estado y su estructura no ha sido revelada a la opinión pública, pero se cree que es de un material y estructura similares al blindaje Chobham que equipa al Challenger 1, es decir, una armadura compuesta de elementos laminares. El carro se ha equipado con un sistema de extintores de fuego también. El compartimiento del motor está enlazado, junto al compartimiento de la tripulación con un sistema de detectores sensores óptico-odóricos. El extinguidor usa un gas de tipo Halon1301, comúnmente usado en los carros de combate occidentales. El sistema de aire acondicionado a su vez, como en los carros de combate occidentales, aparte de confortar a la tripulación del carro, brinda un efectivo sistema de sobrepresión positiva para proteger a los miembros del MBT en cuestión contra ataques ABQ, si se requiere su operación en entornos contaminados que sean un riesgo para su tripulación.
La producción alcanzó picos de hasta 100 unidades por año, pudiéndose haber incrementado de ser necesario.

### Incidentes Relevantes
El 6 de agosto de 2010, durante ejercicios de disparo con municiones reales en las cercanías de Paju, un proyectil explotó dentro del cañón de un K1 equipado con un cañón de 105mm, destruyendo el mismo, pero sin consecuencias para su tripulación. Este ha sido el último incidente notificado dentro de una serie de accidentes ocurridos desde que el K1 entró en servicio.

## Variantes

### K1A1
El K1A1 entró al servicio del ejército coreano el 13 de octubre de 2001, después de esto se entregó el primer modelo de fabricación en serie producido el día 3 de abril de 1996 que consiste en la actualización de la versión previa del K1 en servicio. El cañón que equipa al carro es un de fabricación local, que reemplaza al KM68; siendo el reemplazo un cañón KM256 de calibre 120 mm  (un modelo de producción licenciada del norteamericano M256 que, a su vez, es una copia bajo licencia del cañón del Leopard 2, el Rheinmetall L44) que dobla el poder efectivo de penetración y de impacto del cañón anteriormente montado en el vehículo. En suma a ello, el sistema de control de tiro, las miras térmicas, el sistema de miras láser, un rediseño de la torreta y nuevos sistemas de giroestabilización del cañón y un nuevo blindaje recientemente probado, le otorgan al MBT una gran supervivencia y mayor letalidad que a su predecesor. El blindaje añadido en bloques es denominado PBEC (Korean Special Armour Plate, KSAP por sus siglas en inglés). El peso total del vehículo se incrementó a la par de las modificaciones, siendo significativamente reducida su fuerza motriz, relación peso-potencia, y velocidad, lo que en el anterior modelo ya era considerado lo justo, dadas las características especiales de la rigurosa geografía surcoreana.
El sistema de miras KCPS presenta las siguientes especificaciones para el K1A1;
- Aumentos de las miras (zoom): 3× / 10× (diurna / nocturna)
- Ángulo de Escaneo Vertical (pudiendo ser graduable en los dos ejes del plano): +/- 35˚
- Ángulo de Escaneo Horizontal (pudiendo ser graduables los aumentos de las miras ópticas): 360˚
- Aumentos de las miras del artillero: 8×

El sistema de miras láser posee las siguientes especificaciones a continuación;
- Rango de Alcance: 200 ~ 7 990 m
- Aumentos Diurnos: 1× / 10×
- Aumentos Nocturnos: 3× / 10×

El K1 se distingue fácilmente del K1A1 en varios aspectos exteriores, como la ubicación de la ametralladora coaxial del cañón, el afuste y montura del cañón, la forma de las miras del artillero, comandante y conductor del carro, y el aspecto angulado único de su torreta; el K1 posee menos superficies curvadas que el K1A1. El cañón de calibre 120 mm de ánima lisa del K1A1 más grueso que el cañón de calibre 105 mm de ánima estriada del K1 y posee una protección térmica más gruesa en el tercio inicial del cañón desde su saliente del afuste receptor de la munición hasta el extractor de gases del mismo. La ametralladora coaxial en el K1A1 está ubicada en una posición más elevada que en su predecesor, el K1. Al K1A1 se le diferencia también por su sistema visor KGPS diurno/nocturno de forma algo cónica en comparación con el visor diurno del K1, de forma más tubular.

### K1 ARV
El K1 ARV (Vehículo de Recuperación Blindado, por sus siglas en inglés) está basado en el chasis del K1. posee una grúa, un gancho de arrastre y una pala frontal y un brazo tipo bulldózer integrados a los sistemas del vehículo. Fue desarrollado con la asistencia de la firma Rheinmetall Landsysteme GmbH (anteriormente Krupp Mak Maschinenbau GmbH) entre los años de 1988 a 1992, con su primer despliegue oficial en 1993.

### K1 AVLB
La variante AVLB (Posapuentes Blindado, por sus siglas en inglés) usa un sistema de puente plegadizo tipo tijera montado en el chasis de un K1. Desarrollado desde 1988 hasta 1992 con asistencia de la firma británica Vickers Defense Systems.

### K1M
Variante de exportación propuesta para el ejército de Malasia, no pasó de la fase de prototipo. En 1997, Malasia expresó su interés manifiesto por obtener el K1, y el gobierno surcoreano respondió a la solicitud con el carro de combate conceptual K1M, con muchas y radicales mejoras no presentes en el modelo de base de la línea usada por Corea del Sur del K1, que incluye un sistema Láser de alerta temprana (LASER) y un nuevo sistema de aire acondicionado. Se redujo el peso a tan sólo 49,7 toneladas, y se redujo el almacenamiento de munición para el cañón a tan sólo 41 disparos. Las dos naciones nunca firmaron un acuerdo formal. El ejército surcoreano ofreció un contrato para 210 unidades del K1M, pero Malasia respondió que eran demasiado costosos, y escogió otro proyecto: el carro de combate de origen polaco, el PT-91.

## Usuarios
Fuerzas Armadas de la República de Corea - 1551
- Ejército de la República de Corea
- Infantería de Marina de la República de Corea